# Euthalia aconthea
Euthalia aconthea ist ein Schmetterling (Tagfalter) aus der Familie der Edelfalter (Nymphalidae).

## Merkmale
Die Flügelspannweite der Falter beträgt 50 bis 75 Millimeter. Die Art zeichnet sich durch einen leichten Sexualdimorphismus aus. Bei den Männchen ist der Bereich der Flügeloberseite dunkelbraun, bei den Weibchen heller braun und grünlich schimmernd. Beiden Geschlechtern gemeinsam ist ein weißes Fleckenband, das vom Vorderrand bis in die Mitte der Diskalregion reicht. Braune Flecke in der Nähe der Vorderränder sind dünn schwarz eingefasst. Auf der ockerfarbenen Flügelunterseite scheint das Muster der Oberseite hindurch.

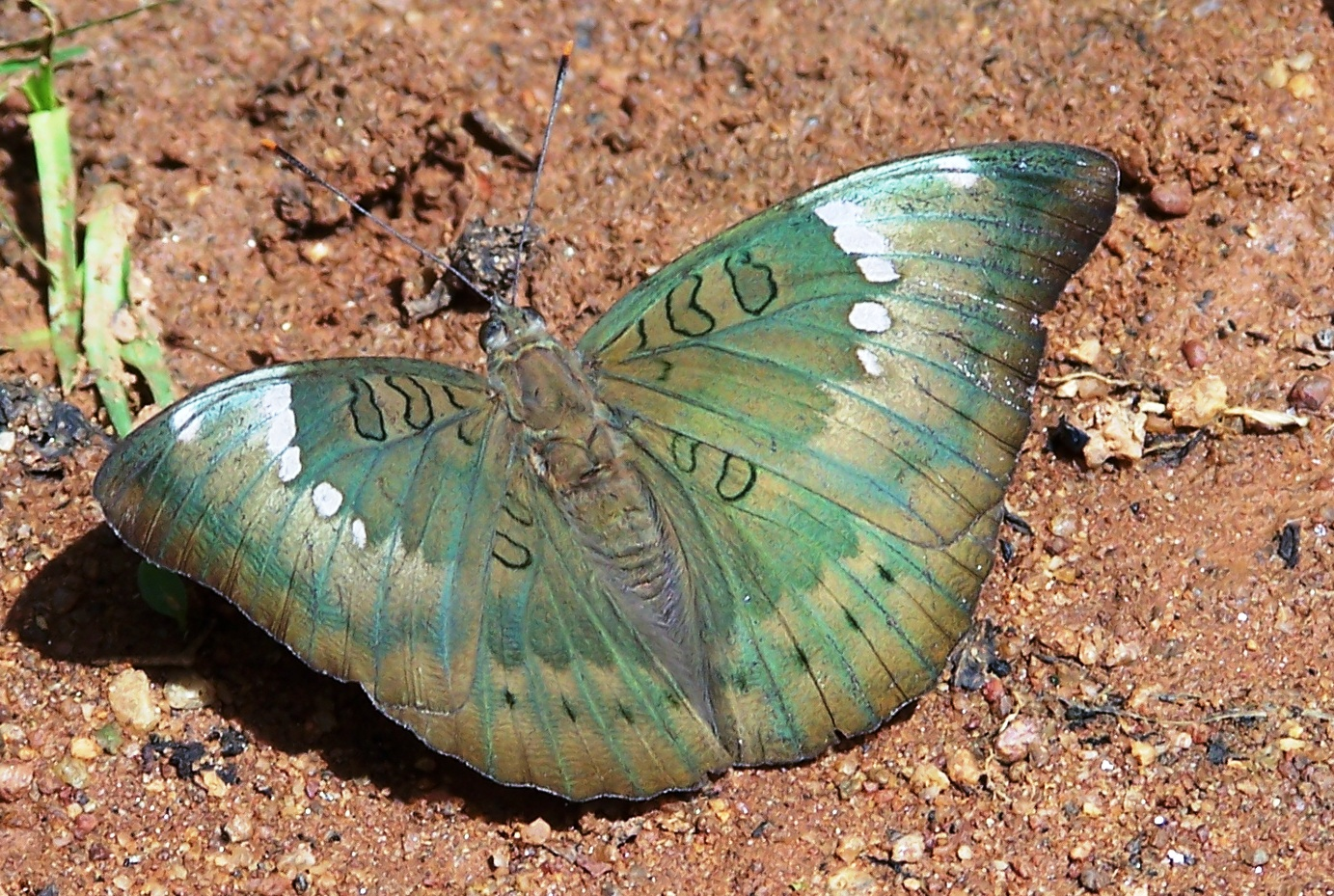
Weibchen

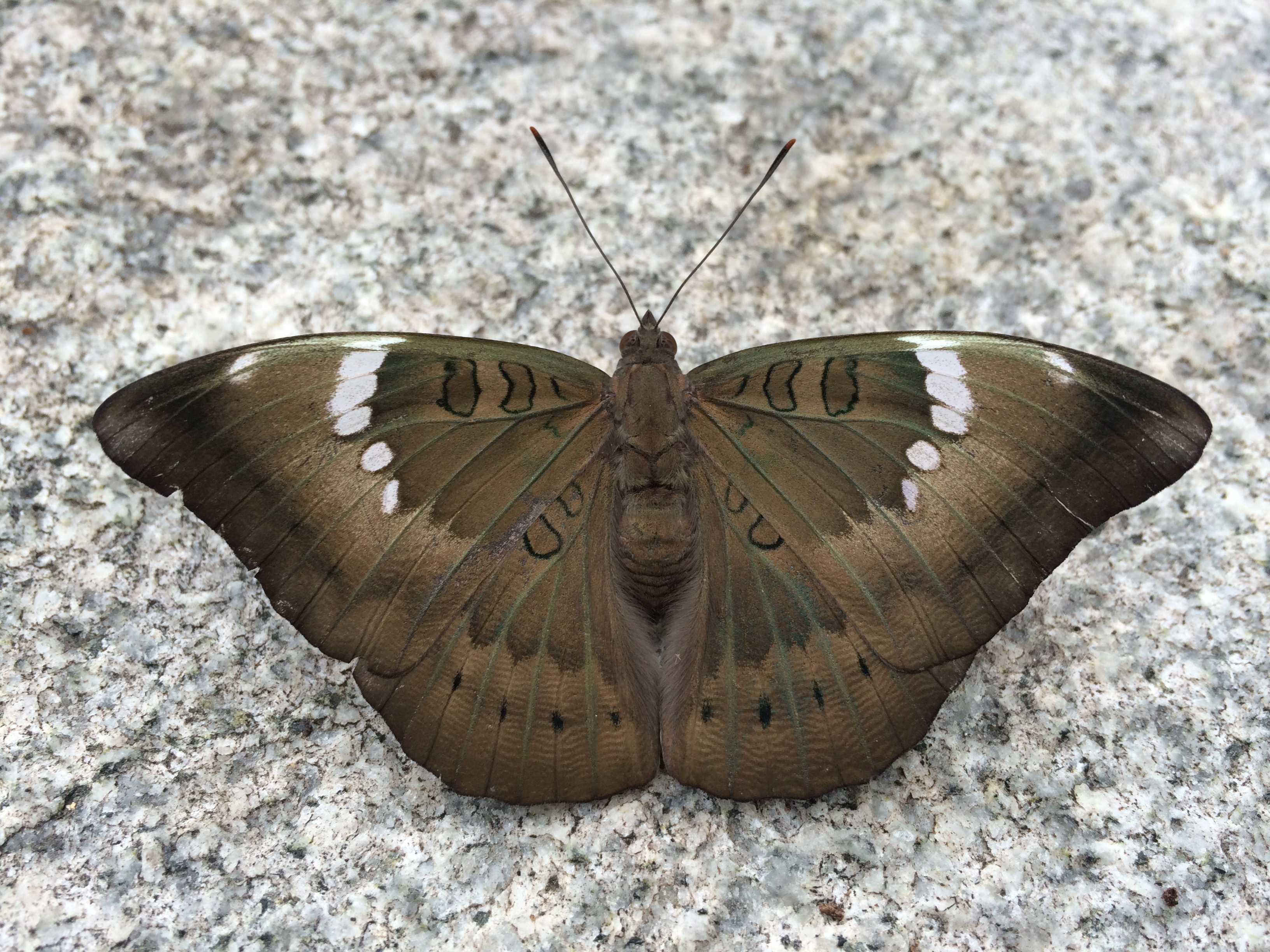
Männchen

## Präimaginalstadien
Das Ei hat eine grüne Farbe, eine halbkugelige Form und ist auf der Oberfläche seeigelartig mit Dornen besetzt.
Die Raupen sind grün gefärbt. Die Rückenlinie ist weißlich. In Ruhestellung sitzt die Raupe genau über der Mittelrippe eines Blattes, wobei die helle Rückenlinie diese Mittelrippe exakt nachzeichnet, wodurch sie für potentielle Fressfeinde von Ferne kaum zu erkennen ist. Die gesamte Körperoberfläche ist mit Dornen versehen, von denen lange Brennhaare abgehen. Die Raupe wirkt dadurch bei Bewegung wie ein mit Nadelblättern oder Dornen besetzter wippender Zweig, wodurch sie wiederum nur schwer zu erkennen ist.
Die Puppe hat eine eckige Form, die am unteren Ende in zwei Spitzen ausläuft. Sie ist grün gefärbt, zeigt in der Mitte einen braun umrandeten roten Fleck und wird als Stürzpuppe mit einer Gespinstverankerung an Zweigen, Stämmen oder Blättern angeheftet. Kurz vor dem Schlüpfen der Falter verfärbt sie sich schwarzbraun.

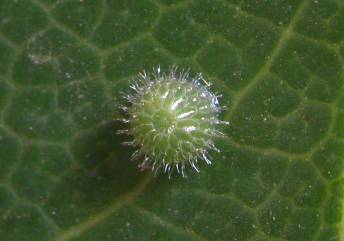
Ei
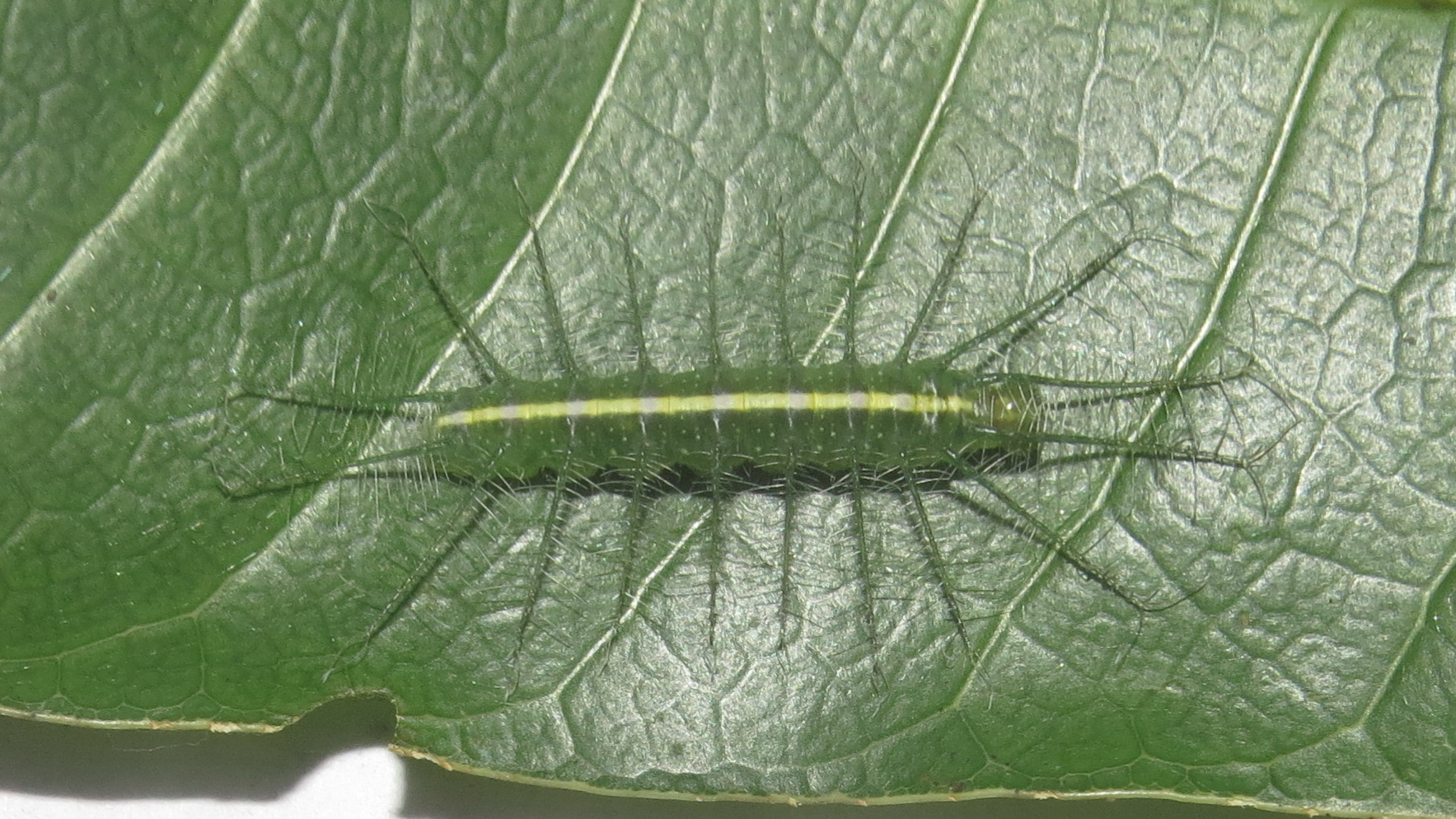
Jüngere Raupe
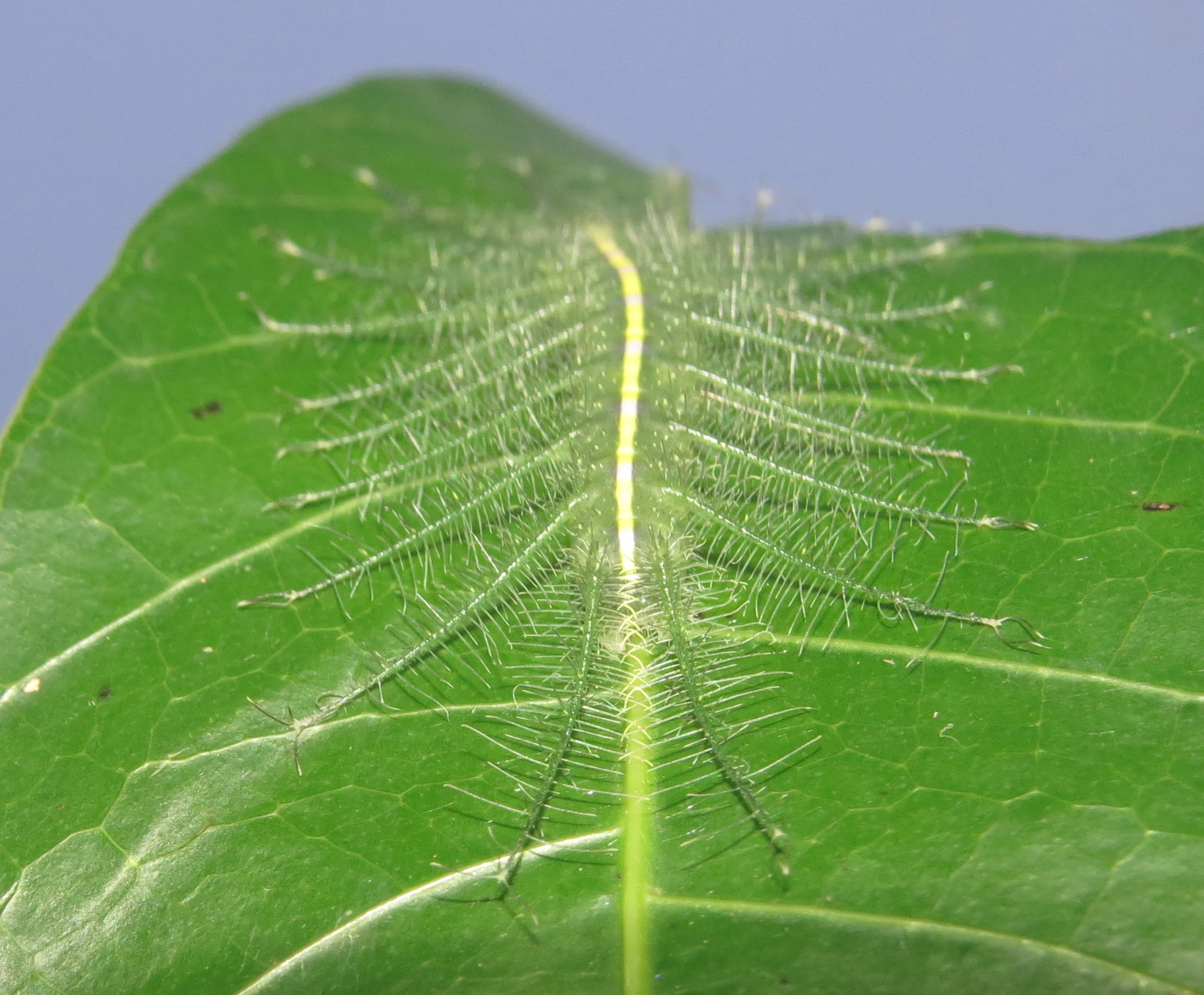
Ältere Raupe
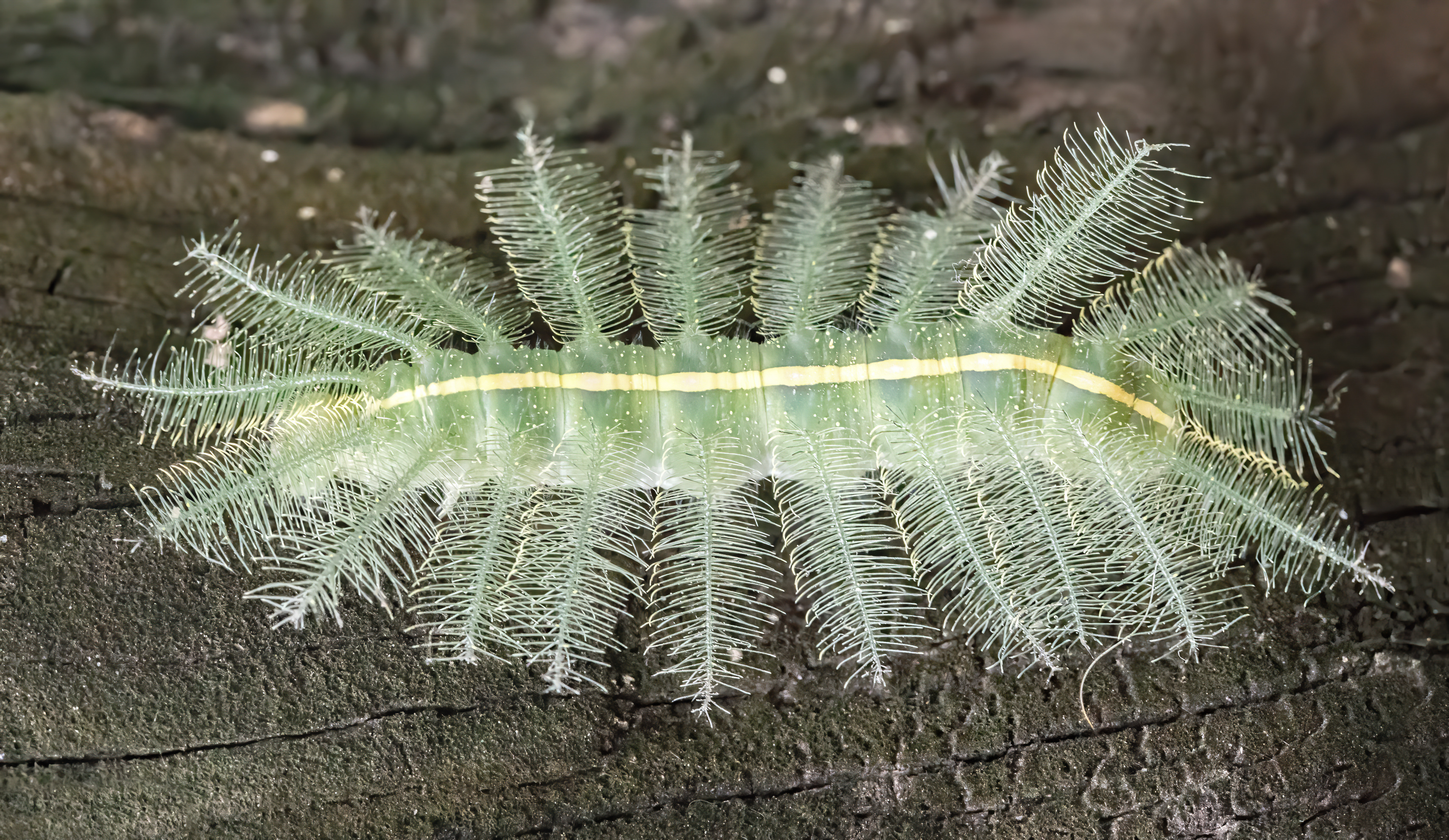
Ausgewachsene Raupe
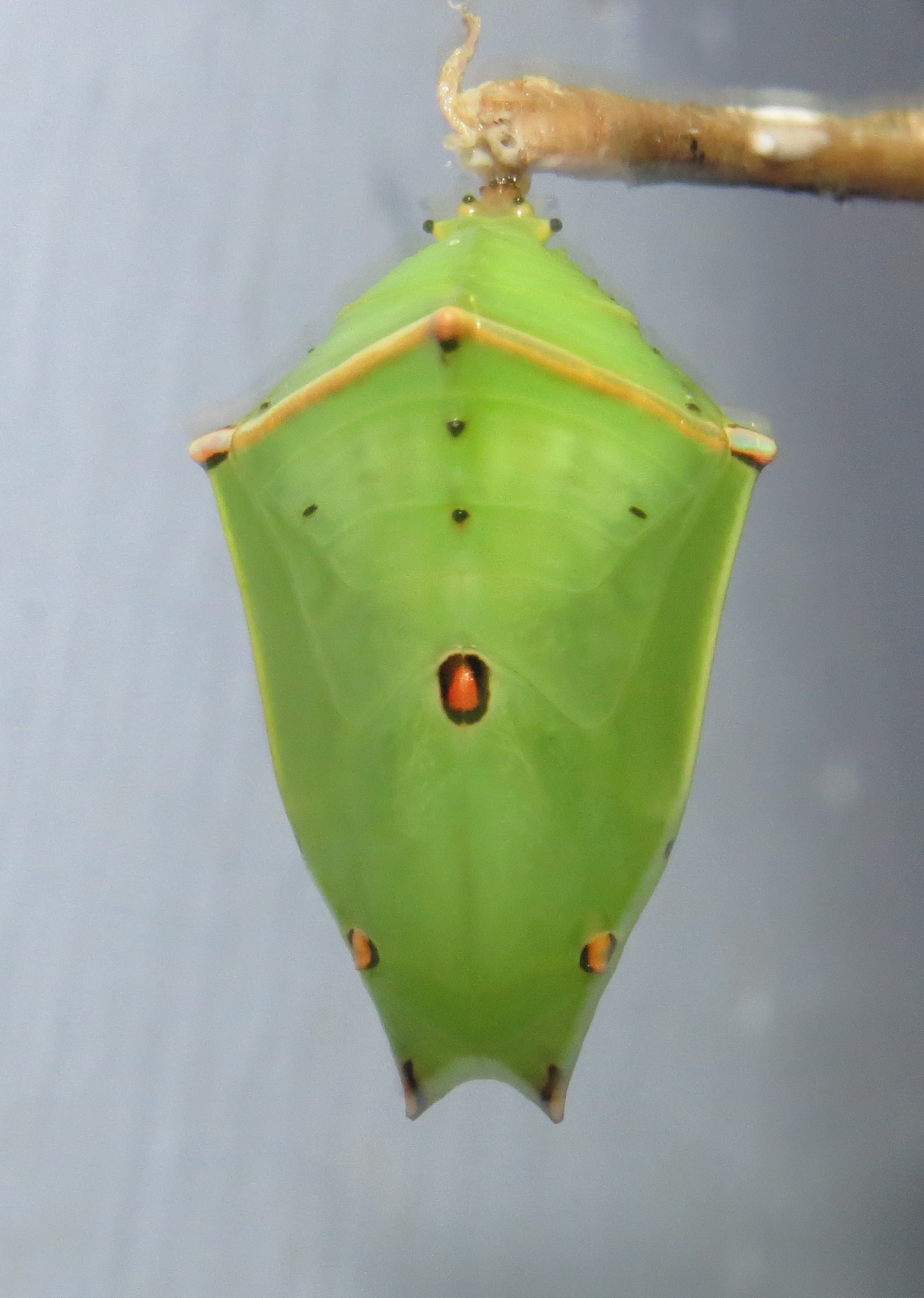
Frische Puppe
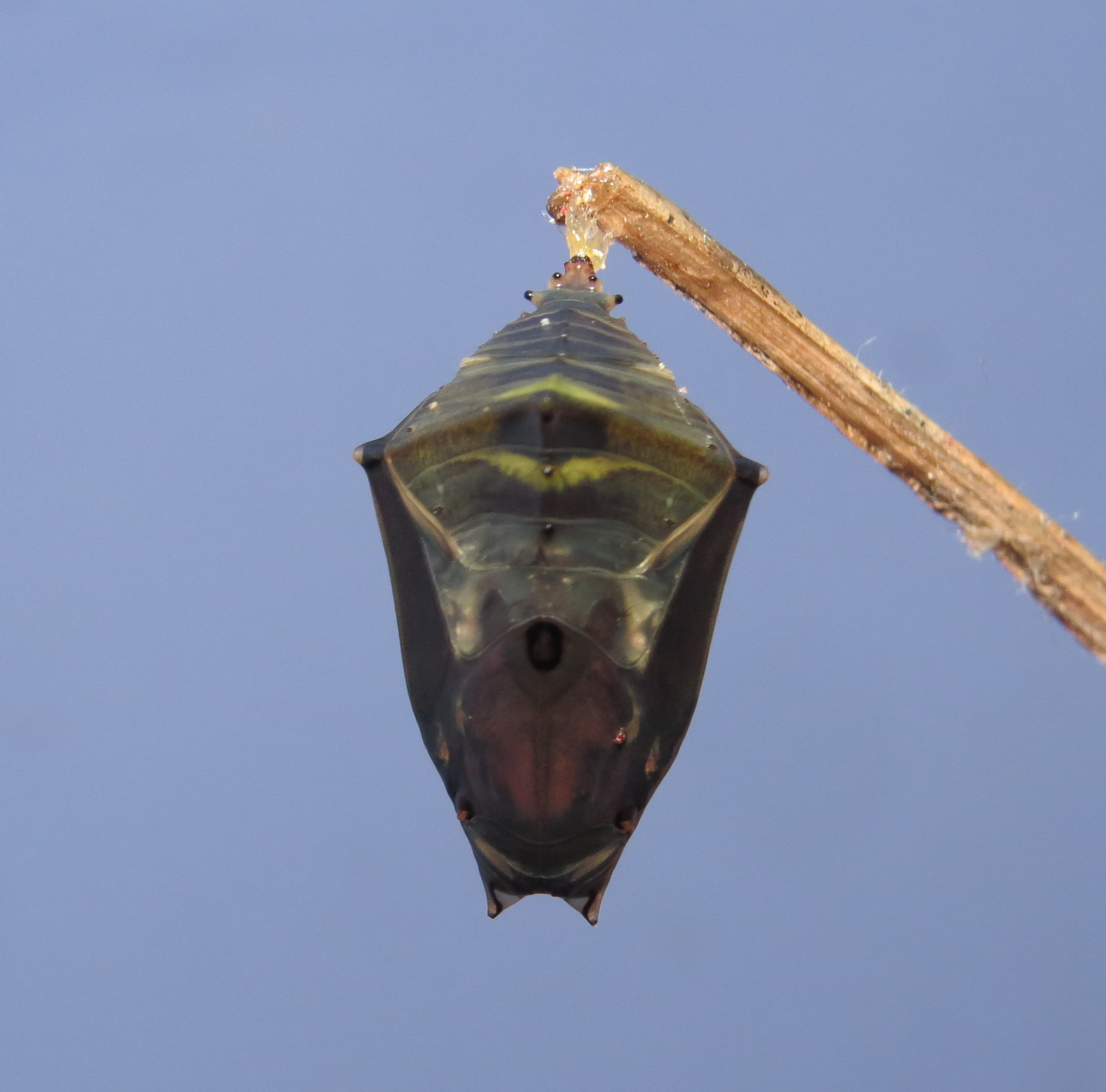
Puppe vor dem Schlüpfen

## Verbreitung, Unterarten und Lebensraum
Die Art kommt in Indien, Sri Lanka, Thailand, Malaysia und Singapur sowie im Süden Chinas und auf Bali, Borneo, Java, Sumatra, Lombok, Sulawesi und den Philippinen vor. In den einzelnen Vorkommensgebieten werden derzeit 23 Unterarten klassifiziert. Euthalia aconthea besiedelt in erster Linie Wälder mit Mango-Baumbestand (Mangifera). In Mango-Plantagen kann sie zuweilen als Agrarschädling auftreten.

## Lebensweise
Die Falter saugen gelegentlich an feuchten Erdstellen, Früchten, Exkrementen oder Kadavern, um Flüssigkeit und Mineralstoffe aufzunehmen. Die Eier werden einzeln an der Ober- oder Unterseite der Nahrungspflanze abgelegt. Die Raupen ernähren sich bevorzugt von den Blättern von Mango- (Mangifera), Cashew- (Anacardium) oder Riemenblumengewächs-Arten (Loranthaceae).